# Herrenhaus Altranft

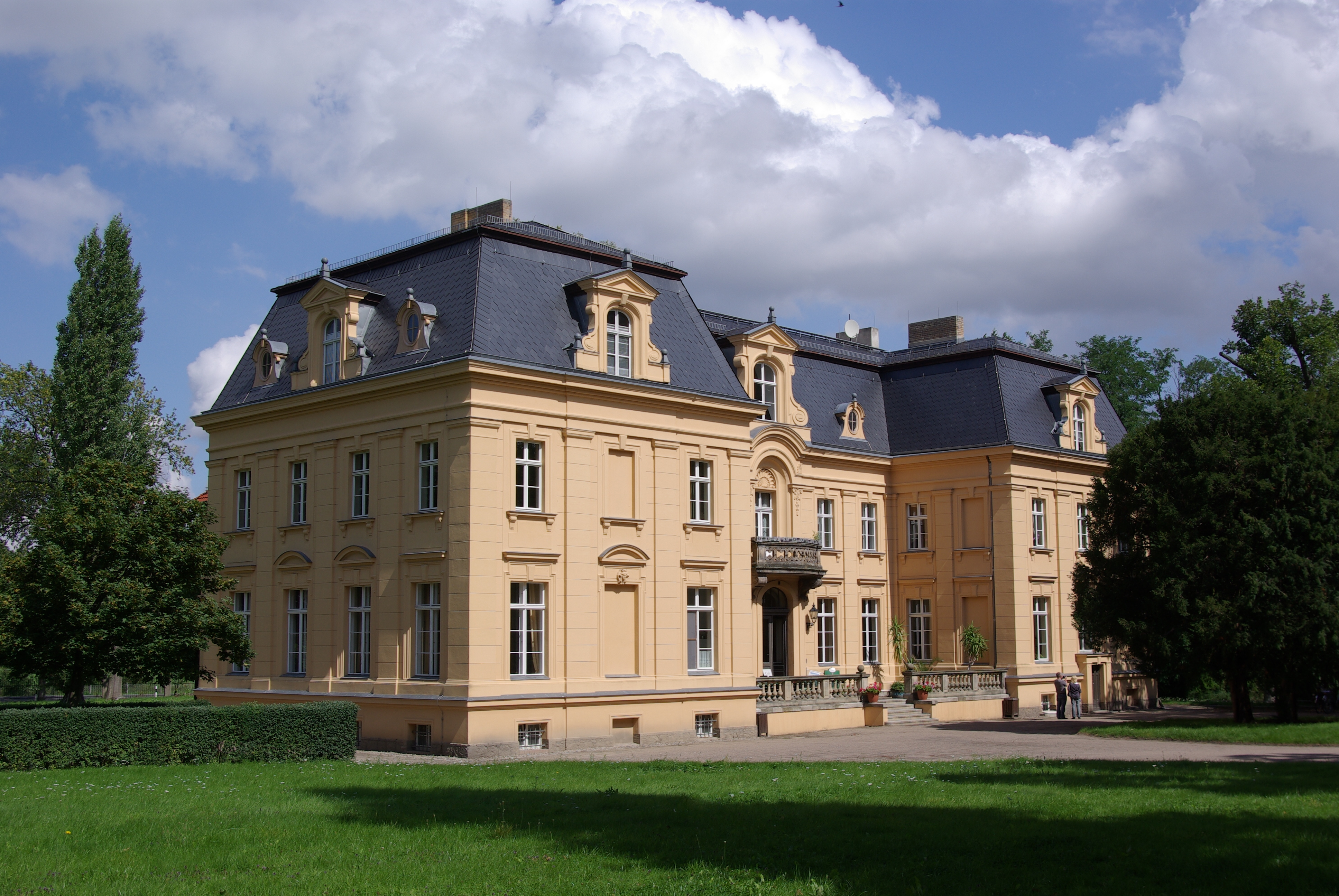
Das Herrenhaus

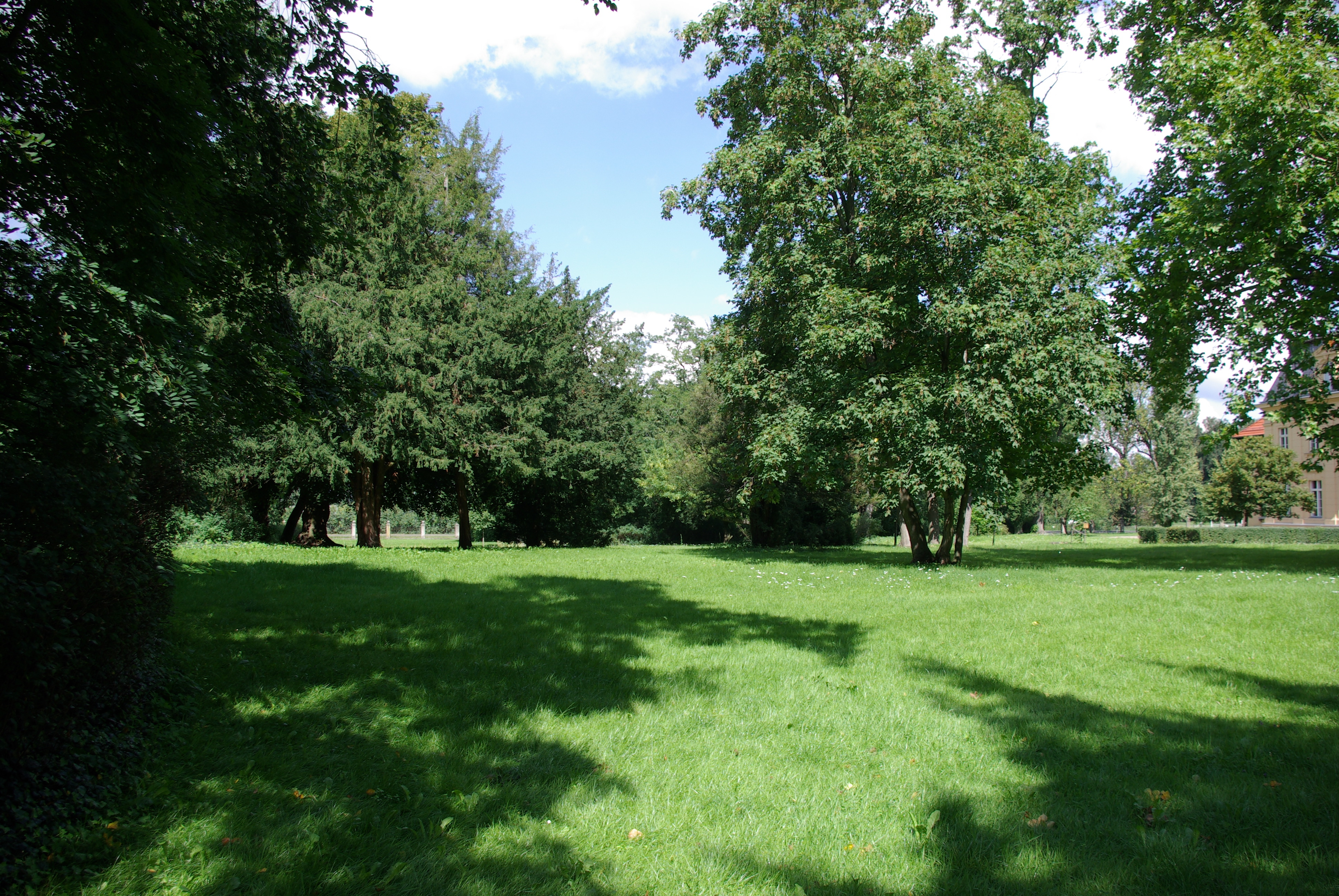
Der Park

Das Herrenhaus Altranft befindet sich in Altranft, einem Ortsteil von Bad Freienwalde (Oder) in Brandenburg. Das Herrenhaus wird heute als Schloss bezeichnet. Seit dem Jahr 1992 befinden sich hier Museumsräume des Freilichtmuseums Altranft. Seit 2016 ist es Sitz des Oderbruch Museums Altranft Werkstatt für ländliche Kultur. Das Herrenhaus steht unter Denkmalschutz.

## Geschichte
Die erste Erwähnung eines Adelssitzes an dieser Stelle stammt aus dem Jahr 1375, im Landbuch Kaiser Karls. Hier lebte die Familie von Pfuel. Dieses Alter wurde auch durch Untersuchungen am Tonnengewölbe sowie am Kernbau bestätigt. Dendrochronologische Untersuchungen im nördlichen Bereich des Herrenhauses ergaben Hölzer aus dem Jahr 1526. 1664 verkaufte Jacob von Pfuel das Gut an Wolf Friedrich von Bomsdorf. Unter seiner Herrschaft fanden erste Meliorationsarbeiten statt und wurde von 1670 bis 1678 das Herrenhaus zum barocken Schloss umgebaut. 1739 wurde das Besitzrecht des Gutes an den Geheimen Finanzrat Samuel von Marschall übertragen. Er setzte sich bei Friedrich II. für die Trockenlegung des Oderbruchs ein, die dann von 1747 bis 1762 unter seiner Leitung erfolgte.
1820 verkaufte Heinrich August von Marschall das Gut an den Enkel des Generals Graf Hans Christoph Friedrich von Hacke, an den Grafen Wilhelm Werner Georg von Hacke (* 23. Januar 1785; † 13. Januar 1841), verheiratet mit Julie von Marschall. Sie war die Tochter der Julie von Münchhausen und des kgl. preuß. Rittmeisters und Kammerherrn Carl von Marschall auf Altranft und Dahlwitz. Mit der Übernahme des Gutes begann Graf Hacke, den 3,5 ha großen Schlosspark unter dem Einfluss von Peter Joseph Lenné zu gestalten. 1878 wird unter Edwin Graf von Hacke der 1724 entstandene einstöckige Anbau des Schlosses wieder abgerissen und dafür ein Neubau mit zwei Seitenflügeln errichtet. Damit erhielt das Schloss seine heutige Gestalt. Vor 1880 gehörten zum Besitz der Grafen von Hacke 923 ha. Das Gut blieb dann bis 1916 im Besitz der Grafen von Hacke, zuletzt bei Erich Graf von Hacke, verheiratet mit Erica Gräfin von Merveldt, Freiin zu Lembeck. Graf Hacke war dann Gutsherr auf Bugk und Groß Schauen, Landkreis Beeskow-Storkow. Ihre drei Kinder Egon, Erica und Wilhelm sind 1901, 1903 und 1906 im Schloss geboren.
1916 wurde das Gut vom Berliner Viehhändler Heinrich Wertheimer gekauft, der es aber noch im selben Jahr an seinen Freund Carl Eschenbach verkaufte. Die Familie Eschenbach, bestehend aus dem Kaufmann Carl Eschenbach (* 3. März 1879; † Februar 1945), aus Elberfeld stammend, seiner Frau Else (* 2. April 1900; † Februar 1945) und den Kindern Carla (* 1. März 1928; † 21. Januar 1943) und Carl-Adolf (* 1929) führte das Gut und den Ort zu neuer Blüte. Durch die Wiederbewirtschaftung des Gutes und der zugehörigen Ländereien standen zeitweise über 100 Angestellte in den Diensten der Familie Eschenbach. Vor der Wirtschaftskrise 1929/1930 wurde das Gut durch einen Administrator geleitet, Umfang 1051 ha, davon 319 ha Forsten. Nach dem Freitod des Ehepaares Eschenbach im Februar 1945 wurde das Gut im Zuge des Übertritts der Roten Armee über die Oder von dieser requiriert und ging nach Gründung der DDR in Volkseigentum über.
Eschenbach verkaufte Teile seines Besitzes an Albert Speer, der dort einen riesigen Feudalsitz plante.
Nach 1945 lag Altranft auf dem Gebiet der Sowjetischen Besatzungszone. In das Schloss zogen zunächst Vertriebene ein und von 1945 bis 1946 eine Kommandantur. Die landwirtschaftlichen Flächen des Gutes wurden im Rahmen der Bodenreform an 18 Landarbeiter, 73 Kleinpächter und 50 Vertriebene und eine Bauernfamilie verteilt. Von 1948 bis 1955 befand sich hier eine Landwirtschaftsschule. 1952 kam es auf dem ehemaligen Gutsland zur Gründung der ersten LPG.
1949 ging das Schloss in den Besitz des Landes Brandenburg über. Nach dem Auszug der Flüchtlinge beherbergte es dann teilweise gleichzeitig, teilweise nacheinander eine Schule, den Schulhort, eine Kinderkrippe, eine Gaststätte, eine Bibliothek bzw. wurde es als Kulturhaus genutzt. Ab 1964 entstand durch Initiative des damaligen Leiters des Oderlandmuseums in Bad Freienwalde (Oder), Hans Ohnesorge, am Westrand des Dorfes ein geologischer Lehrpfad, entlang dessen vor allem Geschiebe aus der eiszeitlichen Phase des Gebietes zu sehen ist.
Nach Auszug dieser Einrichtungen wurde das Herrenhaus in das Freilichtmuseum einbezogen. In der Zeit der kommunalen Nutzung wurde das Herrenhaus umgebaut, so wurde 1968 das Dach erneuert. Der historische Fußboden wurde durch einen Wasserschaden zerstört und nicht saniert.

## Herrenhaus
Das Gebäude besteht aus dem barocken Gebäude von 1670 und einer im Jahre 1876 angefügten Dreiflügelanlage. Bis zum Bau der Dreiflügelanlage war die nördliche Front die Hauptansicht der Anlage. Diese Front hat bei sieben Achsen einen dreiachsigen Mittelrisalit und eine Freitreppe vor dem Eingang. Die Dreiflügelanlage im Süden des barocken Gebäudes ist nach Süden geöffnet. Das barocke Gebäude hat ein Walmdach, die Dreiflügelanlage ein Mansarddach.
Durch eine Freitreppe erreicht man den Eingangsbereich des Herrenhauses. Im rechten Teil des Herrenhauses befanden sich früher eine Bibliothek und ein Herrenzimmer. Links befanden sich Wirtschaftsräume. Im Obergeschoss lagen die Privaträume der Gutsfamilie, heute sind die Räume als Museum eingerichtet. Im Mansardengeschoss wohnte die Dienerschaft.

## Gutspark
Über das Entstehen des Gutsparkes ist nur wenig bekannt. Wahrscheinlich entstand der Park aber in den 1820er Jahren. Möglicherweise ist der Park von Peter Joseph Lenné beeinflusst worden, denn es gibt einen Schriftwechsel zwischen ihm und dem Gutsherrn Graf von Hacke. Aus dem Jahre 1861/1862 gibt es einen Plan des Parkes, seitdem wurde der Park nicht wesentlich verändert.
Westlich des Herrenhauses befindet sich eine Parkwiese. Um die Wiese herum stehen Bäume und Sträucher. Der Zaun ist nicht mehr original erhalten. Früher umzäunte ein weiß gestrichener Holzzaun das Gebäude, seit 1990 besteht der Zaun aus Stabgitterfeldern.